# Laura Quevedo Cañizares
Laura Quevedo Cañizares (Coslada, 15 d'abril de 1996) és una jugadora de bàsquet espanyola 
Es forma en les categories inferiors del CB Coslada, des dels 7 anys fins als 12. En el 2008 fitxa per les categories inferiors del Canoe, jugant en l'equip del carrer Pez Volador durant 5 anys.Després jugaria en el Rivas Ecópolis i a la Universitat de Miami, on faria de mitjana 6 punts i gairebé 5 rebots per partit en 22 minuts de joc en 15 partits.
El seu primer equip professional seria l'Embutidos Pajariel Bembibre, equip pel qual fitxa en el 2015, sent el seu següent equip el Star Center Uni Ferrol. A l'abril de 2016 fitxa pel Perfumeries Avinguda de Salamanca.